# Trióvalo Internacional de Cajititlán
El Trióvalo Internacional de Cajititlán (anteriormente Trióvalo Bernardo Obregón) es un hipódromo trióvalo de tres cuartos de milla ubicado en Tlajomulco de Zúñiga, Jalisco, México, cerca de la Laguna de Cajititlán y el Aeropuerto Internacional de Guadalajara, en el Zona metropolitana de Guadalajara.
La pista recibió el nombre del piloto Bernardo Obregón Tamaríz, quien murió en la Carrera Panamericana en 1999 durante la Etapa Mil Cumbres.
El trióvalo fue la sede de las carreras de la Serie Corona de NASCAR de 2004 a 2010. Para la temporada de 2011, la pista fue excluida del calendario de NASCAR debido al daño en la pista.
Para 2013, la pista estaba completamente consternada. La superficie de la pista no se puede usar como sede de deportes de motor sin volver a pavimentar y las gradas no son seguras para los espectadores después de estar sin usar y sin mantenimiento desde finales de 2010.
Trióvalo Bernardo Obregón anunció oficialmente su regreso en marzo de 2017, confirmando que NASCAR México se llevará a cabo en la sede del 2 al 4 de junio de 2017, El trío también fue sede de la importante Copa Occidente en abril de 2017.
En 2017, la pista se renovó con el asesoramiento de pilotos de carreras mexicanos, incluido Michel Jourdain Sr., y se renombró como Trióvalo Internacional de Cajititlán.